# Forficula auricularia
Forficula auricularia - обична ухолажа је инсект који припада припада реду ухолажа - Dermaptera и породици Forficulidae. 

## Распрострањење
Forficula auricularia је пореклом из Европе, западне Азије и северне Африке, али је унешена у Северну Америку, Аустралију и Нови Зеланд. У Србији је ово најчешћа ухолажа, и може се наћи готово свуда, уобичајена је и у урбаним срединама.

## Опис
Дужина око 13 мм. Обична ухолажа је црвенкасто браон боје спљоштеног и дугуљастог теча. Карактеристика свих ухолажа су церци на крају тела. Дужина церака код мужјака је 4-8 мм док су код женке око 3 мм. Антене имају 14 сегмената. Јаје је бисерно беле боје и овалног до елиптичног облика. F. auricularia је ноћни инсект, проводи дан сакривене испод отпадака лишћа, у пукотинама, испод коре дрвета и на другим тамним местима. Често се групишу, иако нису социјални инсекти.

## Синоними
- Forficula abrutiana Borelli, 1916
- Forficula bipunctata Petanga, 1789
- Forficula caucasica Kolenati, 1846
- Forficula forcipata subsp. caucasica Kolenati, 1846
- Forficula forcipata var. caucasica Kolenati, 1846
- Forficula infumata von Muhlfeld, 1825
- Forficula silanoides Karny, 1911